# Riedlingen (Kandern)
Riedlingen ist ein Teilort der Stadt Kandern im südlichen Schwarzwald in Baden-Württemberg.

## Geologie
Nördlich und östlich des Dorfes liegt eine große, vielfach zerbrochene und zertalte, großenteils bewaldete Jurakalktafel, die sich vom Schorner über Hohfohren, Geißhalde bis zur Feuerbacher Rüttenen erstreckt, aber auch noch den Untergrund vom Bohlrain bis zum Bohlhölzle bildet. Sie besteht aus den harten oolithischen Kalkbänken, die im Steinbruch am Schnittenberg (Ortsausgang Kandern) aufgeschlossen sind. Es handelt sich hier um den sogenannten Hauptrogenstein (Alter rund 170 Mio. Jahre) des mittleren Jura. Der Name stammt von den kleinen, das Gestein großenteils aufbauenden Kalkkügelchen, die an Fischrogen erinnern.
Südlich des Dorfes vom Unteren Letten über den Hasenberg bis zum Palmboden lagern vorwiegend tonig-mergelige, z. T. mit Lösslehm bedeckte Mitteljuraschichten (Variansmergel, Ornatenton, Kandern-Formation). Auch über dem Hauptrogenstein von Bohlrain/Bohlhölzle folgen diese vorwiegend weichen Schichten. Auf diesen meist landwirtschaftlich genutzten Mitteljuraschichten lagert weiter südlich die bereits in den Oberjura (Oxford) gehörende, aus massigen, fast weißen Kalken bestehende, weitgehend bewaldete und eine Schichtstufe bildende Korallenkalkplatte des Behlen (Alter rund 160 Mio. Jahre).
Auch westlich des Dorfes vom Gewann Augstuden über die Pfaffenmatt bis Uttnach bilden die weicheren Mitteljurasedimente den Untergrund. Sie setzten der Abtragung weit weniger Widerstand entgegen als die harte Hauptrogensteinplatte des Schorner und der Korallenkalk des Behlen und der Tannenkircher Hohen Schule, so dass hier eine Ausräumzone entstand, in der Feuerbach und Pfaffenmattbach ihren Weg gefunden haben. Da, wo unterhalb des Mühlehofs noch einmal der Hauptrogenstein auftaucht (Felsband unter dem Äußeren Stalten), verengt sich vorübergehend das Tal, bevor es sich noch vor dem Riedlinger Bad wieder auf weicheren Schichten weitet.
Eine N-S verlaufende Verwerfung trennt diese Ausräumungszone von der Hauptrogensteinplatte des Schorner und senkt deren SW-Ecke etwas ab, sodass im Bereich des Neubaugebietes Mergel (Variansmergel), die einst auch den Schorner bedeckten, hier in geschützter tieferer Lage der Abtragung entgingen. Diese Variansmergel bilden auch im Gebiet des Golfplatzes östlich der Schorner-Tafel den Untergrund.
Während der Hauptrogenstein an mehreren Stellen aufgeschlossen ist (Steinbruch, Wegrand an der unteren Im Schorner-Straße), verbergen Hanglehm (Fließerde) oder Lösslehm die weicheren Juraschichten. Wo diese den Untergrund bilden, breitete sich seit alters her das Ackerland der Gemeinde aus. Das traditionelle Dauergrünland lag im Feuerbachtal und in den Talmulden von Pfaffenmattbach, Bohl-Bach, Scherbach/Ranspach. Der kleine Rebberg auf den Variansmergeln musste dem Neubaugebiet weichen.
Auch auf Riedlinger Gemarkung wurde bis Mitte des 19. Jahrhunderts auf dem Behlen nach Bohnerz gegraben. Bohnerze sind erbsen- oder bohnenförmige Eisenkonkretionen, die bei der Verwitterung eisenhaltigen Kalkgesteins (hier: von Mitteljurakalken) in der frühen Tertiärzeit entstanden sind. Eingelagert sind sie in gelbbraune bis tiefrote Tone, die oft auch als Spaltenfüllung im verkarsteten Korallenkalk zu beobachten sind.
Alle geologischen Einheiten der Gemarkung gehören zur Vorbergzone des Schwarzwaldes und bestehen aus Bruchschollen des Deckgebirges, das einst auch die Höhen des Schwarzwaldes bedeckte, dort aber längst der Abtragung zum Opfer gefallen ist. Bei der Rheingrabenbildung bzw. dem verstärkten Aufsteigen des Schwarzwaldes ab dem Pliozän wurden diese Bruchstücke des Deckgebirges zu Randschollen des Oberrheingrabens und entgingen so der Abtragung.

## Geschichte
Im Verhältnis zu seiner geringen Einwohnerzahl (ca. 500) besitzt Riedlingen mit knapp 600 ha eine große Gemarkung.
Die über 1000-jährige Geschichte steht 500 Jahre lang eng im Zusammenhang mit der des Markgräflerlandes und des Landes Baden. Aus diesem Grund hat die Gemeinde im Wappen links das badische Wappen; rechts auf Grund des Laubwaldbesitzes ein Eichenlaub mit 3 Eicheln im silbernen Feld.
Die frühste urkundliche Erwähnung erfolgte im Jahre 972 in einer Kaiserurkunde, ausgestellt für das Kloster Einsiedeln in der Schweiz.
Zu dieser Urkunde gibt Otto, der jüngere des älteren Otto Mitkaiser und Augustus, seine Zustimmung zu den Schenkungen an den heiligen Ort Einsiedeln, das unter der Leitung regeltreuer Äbte steht. So u. a. die Schenkung des Hofes Riegel mit 15 ihm unterstehenden Orten, darunter den Ort Rithilinga und Liela (Liel), die im Herzogtum Alemannien im Breisgau liegen. Eingeschlossen sind die Hörigen beiderlei Geschlechtes, Häuser, bebautes und unbebautes Land, Wälder, Wiesen, Weiden, Gewässer, Bäche, Mühlen, Fischereien, Weingärten, vereinbarte Zinsen, Ausgaben und Einnahmen, Diese Urkunde wurde im Kloster St. Gallen ausgestellt und vom Kaiser mit seiner Unterschrift versehen und zusätzlich unterschrieben vom Kanzler Uillisus am 14. August 972 im 12. Regierungsjahr Otto II., im 5. Jahr seines Kaisertums.
Rithilinga wurde sowohl von Professor Büttner (Köln) 1941 als auch von Dr. A. Futterer (Riegel), Pfarrer von Achkarren, in seiner Schrift Die Kirche in Riegel 1936, als Riedlingen bei Kandern ausgemacht. Riedlingen im Markgräflerland und an den Ort Liel grenzend, lassen für keinen anderen jetzt bestehenden Ort diese Deutung zu. Der Besitz von Riegel kam durch Konfiskation Guntrams des Reichen an den Kaiser. Guntram hatte unter anderem noch Besitz in Bellingen und Buggingen, der später an die Bischöfe von Basel und Konstanz kam.
Gräberfunde aus frühalemannischer Zeit beim Friedhof und beim „neuen“ Schulhaus bezeugen jedoch, dass Riedlingen noch weitaus älter ist.
In der Urkunde von 1018, ausgestellt in Frankfurt von Kaiser Heinrich II., 1027 ausgestellt von Kaiser Konrad in Zürich und 1040 ausgestellt von Kaiser Heinrich III. auf der Insel Reichenau ist Rithilinga als Besitz von Einsiedeln ausgewiesen. Nun folgt eine Zeit von 100 Jahren, in der der Ort in keiner Urkunde zu finden ist. 1147 wird die Besitzbestätigung Papst Eugens III für die Propstei St. Ulrich (1087) im Schwarzwald Rüdelingshofen ausgewiesen. In diesen 100 Jahren hatte sich der Investiturstreit besonders in unserem Land ausgetobt und Zerstörungen herbeigeführt, auch sind die Herzoge von Zähringen in den Besitz des Breisgaues gelangt. Großer Besitzwechsel fand statt. In diesen Jahren hat das Kloster Einsiedeln einen Teil seines Besitzes im Breisgau abgegeben. Rüdelingshofen wechselte im Laufe seiner frühesten Geschichte sehr oft seinen Namen: Rodelinghoven (1179), Villa Roudilinchovin, Roudlincon (1234), Rudlikon (1344), Rudeliken (1352) und schließlich Rudliken (1370).
Die Zähringer und ihre späteren Seitenlinien, die Markgrafen von Baden und von Baden-Hachberg teilten sich ihren Besitz und so finden sich 1190 beim Tode Hermann V. von Baden die südlichen Gebiete bei Heinrich I. von Baden-Hachberg. 50 Jahre nach dieser Teilung erwirbt 1232 der Markgraf Hermann der Jüngere von dem Kloster St. Blasien den Berg Susinberc (Sausenberg) und errichtet dort eine Burg gleichen Namens, die 1246 urkundlich erstmals erwähnt ist. Die Hachberger schufen zu dieser Burg eine eigene Herrschaft Sausenburg; zu dieser gehörte auch Riedlingen. 1297 teilt der Markgraf Heinrich II. von Hachberg seinen Besitz unter Heinrich III. und Rudolf. Diese verwalten zunächst das Erbe gemeinsam, teilen es aber 1306. Rudolf erhält die Sausenburg mit der gleichnamigen Herrschaft und nennt sich nun von Hachberg-Sausenburg. Über 40 Orte zählen neben Riedlingen zu Sausenburg, 1315 kommt noch die Herrschaft Rötteln durch Schenkung an die Sausenburger. Verwaltet werden die Orte zusammen mit Riedlingen von Lörrach aus. Mit dem Besitzerwerb von 1306 erhält Rudolf von Hachberg-Sausenburg auch den Widumshpf (Pfarrhof). Eine Pfarrkirche ist schon 1275 im Dekanat Feuerbach ausgewiesen, sie nennt sich ecclasia in Rudelicon in decanatu Fiurbach. 1352 ist Nicolaus Kugellin, kilchherre ze Rudelicon. Neben diesem Geistlichen gab es in Riedlingen auch einen Ortsadel, so ist ein Adelbertus de Rudelicon 1169 und 1234 ein Lamprethus de Rudelicon erwähnt. 1356 verkauft der Nachfolger Rudolfs, der Markgraf Otto auf dem offenen Landtag zu Tannenkirch diesen Widumshof, mit dem Recht dort in Riedlingen den Pfarrer zu stellen, für 600 Pfund an Dietrich von Keppenbach, Komtur des Johanniterordens zu Freiburg. Über 200 Jahre bis zur Reformation über die Johanniter dieses Recht aus. Otto stiftete auch eine Kaplanei an der Begräbnisstätte der Sausenburger. Der Kaplan, der diese Kaplanei betreute, hatte auch von Sitzenkirch aus in Riedlingen einige Messen wöchentlich zu lesen und dafür hatte er das Recht das Frauengut in Riedlingen zu nutzen. Dieses Frauengut warnein Erblehen, bestehend aus einem Hof, Äcker, Matten, Garten und dem kleinen Zehnten (Kartoffel, Erbsen, Bohnen). Auch gab der Kirchherr, die Johanniter, 5 Sester Frucht dazu.
Das Pfarrwidum blieb auch nach der Reformation im Besitz der Johanniter. Im alten Messprotokoll im Gemeindearchiv (1773) ist der Pfarrhof als Besitz dieses Ordens ausgewiesen. Das Malterserhaus und Malterserbrünnle, auch der Heitersheimer Wald erinnern an diesen Besitz der Johanniter in Riedlingen.

### Das Gefecht in Riedlingen 1849
Während der badischen Militärrevolte 1849 – auch als dritte badische Erhebung bekannt – organisierte der Bürgermeister von Kandern, Schanzlin, am 24. Juni 1849 in Binzen eine Zusammenkunft mit anderen Bürgermeistern, um zu beraten, ob man den Befehlen der Badischen Revolutionsregierung – das erste Aufgebot der Bürgerwehren zur Revolutionsarmee ins badische Unterland zu schicken – nachkommen solle. Am 24. Juni versammelten sich vormittags auch die bewaffneten Mannschaften von Riedlingen, Holzen und Tannenkirch in Riedlingen. Die Sammlung bewaffneter Kräfte wurde damit begründet, dass man gemeinsam exerzieren wolle. Tatsächlich wollte man sich gegen die angedrohten Maßnahmen wegen ihrer Weigerung zur Beteiligung am Aufstand verteidigen. Aus Freiburg im Breisgau rückte unter dem Obersten Feliks Raquillier eine 150 Mann starke Truppe der Revolutionsregierung an, um die Wehrmänner aus Kandern und Umgebung zum Abmarsch zur Revolutionsarmee zu zwingen. Hauptmann Keller von den revolutionären Truppen forderte die auf der Straße in Riedlingen versammelten Wehrmänner auf, die Waffen niederzulegen und drohte Gewaltmaßnahmen an. Nachdem der Aufforderung keine Folge geleistet wurde, gab er seinen Truppen den Feuerbefehl. Der Wehrmann Johann Friedrich Silbereisen aus Holzen wurde dabei erschossen und zwei Wehrmänner wurden verwundet. Die Wehrmänner erwiderten das Feuer, wobei auch Hauptmann Keller von den Revolutionstruppen getötet wurde. Die Revolutionstruppen zogen sich daraufhin zurück, kamen aber am Folgetag mit einem 1 000 Mann starken Aufgebot zurück, das hauptsächlich aus dem zweiten Aufgebot der Freiburger Bürgerwehr bestand und auch Kanonen mitführte und unter dem Befehl von Karl von Rotteck jr. stand. Es gibt Berichte über zahlreiche Übergriffe der Freiburger Bürgerwehr.  Die großherzogliche Regierung sprach in einem Schreiben vom 26. Januar 1850 den „Gemeinden Holzen, Riedlingen, Kandern, Tannenkirch, Mappach, Wollbach und Hertingen wegen ihres während der revolutionären Gewaltherrschaft an den Tag gelegten mutigen, gesetzlichen und verfassungstreuen Verhaltens“ ihre Anerkennung aus.

### Eingemeindung
Am 1. März 1974 wurde Riedlingen in die Stadt Kandern eingegliedert.

## Bauwerke

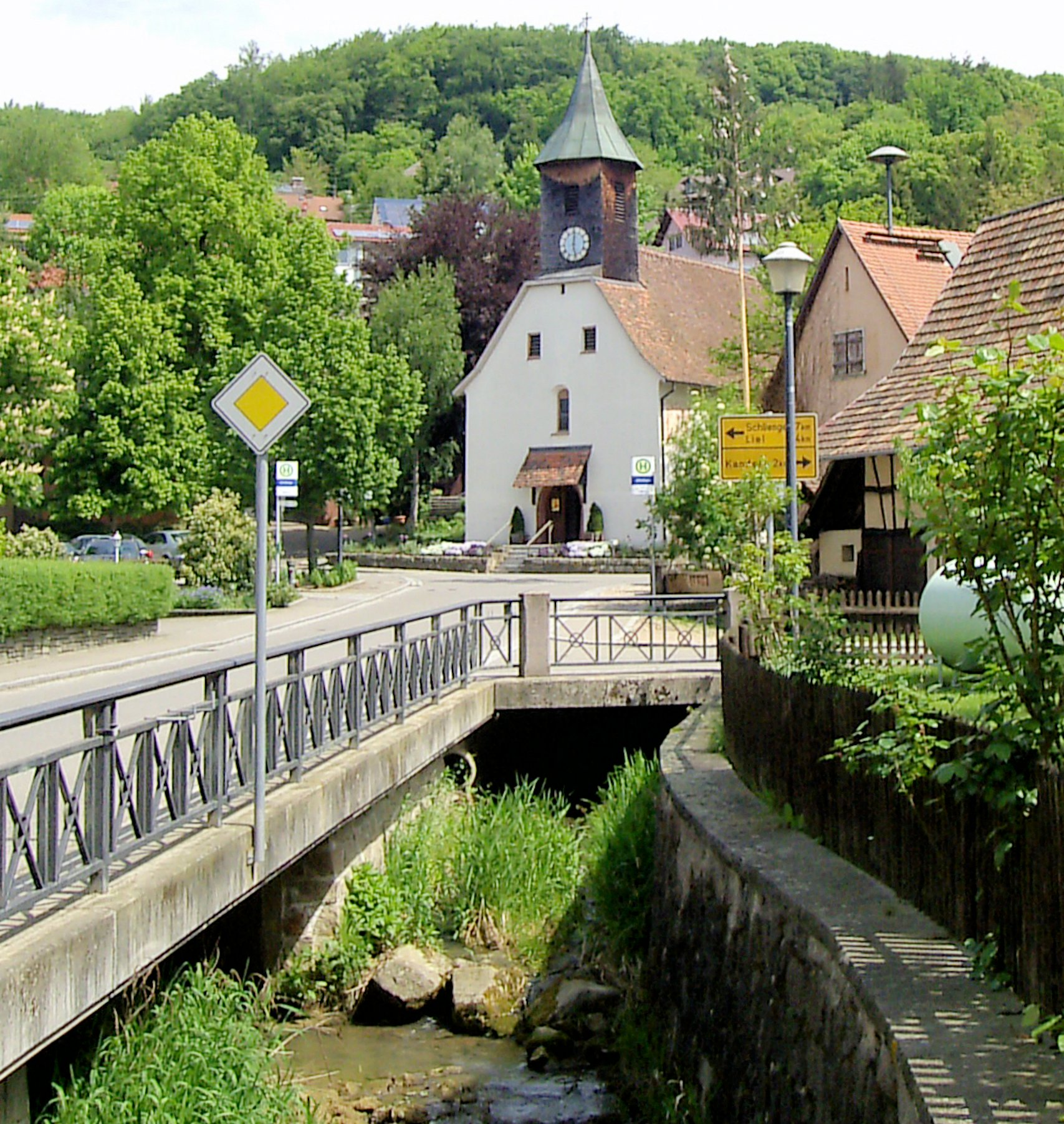
Evangelische Kirche Riedlingen

Die Evangelische Kirche Riedlingen war ursprünglich eine romanische Kirche aus dem 11. und 12. Jahrhundert. Aufgrund von kriegerischer Zerstörung musste sie mehrfach wieder aufgebaut werden. Die kleine Kirche steht unmittelbar im Ortskern an der Einmündung der Kreisstraße von Holzen auf die Landesstraße 134.

## Golfplatz
Der Golfplatz Kandern liegt auf dem Gebiet der ehemaligen Gemeinde Riedlingen. Seit 1986 gibt es eine Driving Range und seit 1988 einen Golfplatz mit 9 Löchern. 1995 wurde die Erweiterung auf 18 Löcher abgeschlossen.